# Gan Ji
En aquest nom xinès, el cognom és Gan.
Gan Ji (mort el 200 EC) va ser un sacerdot taoista que va viure durant el període de la tardana Dinastia Han Oriental de la història xinesa.
Segons el Llibre del Han Tardà, durant el regnat de l'Emperador Shun de Han (125 – 144), el deixeble de Gan Ji Gong Chong va enviar el Taiping Qingling Shu a l'emperador.
Alguns creuen que el personatge Yu Ji (于吉) esmentat en la novel·la històrica el Romanç dels Tres Regnes de Luo Guanzhong és un error ortogràfic de Gan Ji. En la novel·la, ell vagava al voltant de la regió de Jiangdong, xarrant amb soldats i civils, fent creure a tothom que era un màgic i un curandero. El senyor de Jiangdong, Sun Ce, sentí parlar de la màgia de Yu Ji i va començar a sospitar d'ell, pensant que estava llançant encanteris a les persones. Sun Ce va acusar d'heretgia a Yu Ji i el va manar a executar. Això no obstant, l'esperit de Yu Ji va tornar per aparèixer-se-li i turmentar a Sun, causant-li finalment la mort per xoc de Sun Ce. Algunes persones dubten que Yu Ji es referira a la mateixa persona que Gan Ji, sobre la base que les activitats de Gan Ji són de principis del segle ii EC.
Molts historiadors rebutgen el relat de Gan Ji i Sun Ce, suggerint que és propaganda o només ficció. Raons per açò inclouen algunes activitats enregistrades i prèvies de Gan Ji (les quals haurien fet a Gan Ji prou vell aleshores per ni tan sols haver conegut a Sun Ce). Només uns pocs textos històrics esmenten Gan Ji sent assassinat per Sun Ce. A eixos que ho fan Gan Ji no és necessàriament retratat com una víctima innocent; més bé, en el Jiangbiao Zhuan, Sun Ce creu que Gan Ji està enganyant al poble (Sun Ce era un estricte confucià).
En el videojoc Dynasty Warriors 5: Xtreme Legends un escenari es basa en la confrontació de Sun Ce amb Yu Ji, un esdeveniment de ficció. En l'escenari Sun Ce ha de lluitar contra els clons de Yu Ji, com també amb Da Qiao i el clon de Sun Jian.